# Urszula Wrzeciono
Urszula Wrzeciono (zm. 8 lutego 2023) – polska farmaceutka, prof. dr  hab. n. farm.

## Życiorys
Obroniła pracę doktorską, następnie uzyskała stopień doktora habilitowanego. 20 marca 1990 otrzymała tytuł profesora nauk farmaceutycznych. Była kierownikiem w Katedrze i Zakładzie Chemii Organicznej na Wydziale Farmaceutycznym Akademii Medycznej im. Karola Marcinkowskiego w Poznaniu.